# Mark J. Williams
Mark J. Williams MBE (Cwm, Ebbw Vale, 21 de março de 1975) é um jogador profissional de snooker. É galês e foi campeão do mundo em 2000, 2003 e 2018. Foi o primeiro jogador canhoto a ser campeão do mundo.
Venceu 16 torneios a contar para o ranking mundial, sendo por isso o 5.º no ranking dos vencedores de torneios.

## Torneios ganhos

### Para o ranking
- Campeonato mundial de snooker - 2000, 2003, 2018
- Campeonato britânico de snooker - 1999, 2002
- Thailand Masters - 1999, 2000, 2002
- Regal Welsh Open - 1996, 1999
- China Open - 2001, 2006, 2010
- Grand Prix - 1996, 2000
- British Open - 1997
- Irish Open - 1998
- LG Cup - 2003
- Northern Ireland Open - 2017
- German Masters - 2011, 2018
- World Open - 2018

### Outros triunfos importantes
- Benson & Hedges Championship - 1994
- Benson & Hedges Masters - 1998, 2003
- Pontins Professional - 1998
- Pot Black - 2006
- World Seniors Championship - 2015